# بونكا
. 
بونكا (بالإنجليزية: PONCA)‏ هي قبيلة هندية في أمريكا الشمالية من عرق السيو، وكانوا في البداية جزءا من قبيلة أوماها وعاشوا معهم قرب النهر الأحمر في الشمال، ثم طردهم الداكوتا إلى الغرب وتوقفوا عند نهر بونكا في داكوتا، وبعد العديد من المعاهدات وقرارات الإبعاد وضعوا في المحميات على مصب نهر نيوبرارا، حيث ازدهرت زراعتهم ولكن أخذت هذه الأرض بالقوة ونقلوا إلى المقاطعة الهندية في أوكلاهوما. وخلال رحلتهم أصيب العديدون منهم بالأمراض فثاروا عام 1878 ورجعوا إلى ارض اوماها. ثم قبض عليهم مرة أخرى ولكن الرأي العام جاء لمصلحتهم وحرروا عام 1880، بعد محاكمة طويلة أعلنوا فيها مواطنين، ويعيش معظمهم الآن في أوكلاهوما وكان تعدادهم في بداية القرن العشرين 700 نسمة.